# 新泽西州
紐澤西州（英語：State of New Jersey），是美國第四小以及人口密度最高的州，邮政縮寫NJ。其命名源自位於英吉利海峽中的澤西島；其暱稱為“花園州”。
紐澤西通常被劃分在美国的中大西洋地區；亦為东部的一个州；也可以劃分為東北部區域下。北接紐約州，東面大西洋，南向德拉瓦州，並西臨賓夕法尼亞州。紐澤西部份地區是被劃分在幾個主要都會區之下，其中屬紐約都會區最大，其他還有費城以及德拉瓦河谷地區。本州海拔最高處是高點峰（High Point）。其海拔為550公尺（1803英尺）。
在美洲原住民於美洲活動了11,000-50,000年之後，瑞典和荷蘭殖民者於17世紀先後來到紐澤西。之後，英國殖民者喬治·卡特萊特爵士與約翰·柏克萊勛爵從瑞典和荷蘭殖民者處取得了紐澤西地區的控制權。在美國獨立戰爭之中，有許多重要的戰役即是在紐澤西各地發生的。於19世紀時，許多類似派特森市的城市對幫助推動美國的工業革命有著相當重要的貢獻。進入20世紀後，紐澤西州的經濟於1920年代快速繁榮。但由於1930年代的大蕭條，經濟隨之沉淪而下。紐澤西州的地理位置恰好位於波士頓-華盛頓城市帶這一超級都會區群的正中央，並被紐約市、費城、巴爾的摩、以及哥倫比亞特區等大都會區所圍繞。這種便利的地理位置更促使1950年代後的郊區的快速產生與發展。
州花是普通藍堇菜，州鳥是美洲金翅雀，州樹是北美紅橡。

## 历史
在歐洲殖民者來到美洲之前，新泽西的居民是萊納佩人（又稱「德拉瓦人」）。17世纪初，荷蘭殖民者來到現澤西市，建立殖民地，稱為新尼德蘭。新尼德蘭也包括今日紐約州的一部分。新阿姆斯特丹（今纽约市）為當時新尼德蘭的首都。瑞典殖民者在十七世紀中葉於新澤西州的西南部建立新瑞典。其殖民地包括德拉瓦州的一部份與賓夕法尼亞州東南部。1654年，瑞典殖民地被荷蘭人彼得·斯泰弗森特佔領，隨後被并入新尼德蘭殖民地。

### 殖民地時期
雖然荷蘭人先來到紐約，但於1664年隨後而來的英國艦隊輕易地駛入紐約港，進而不費吹灰之力取得了整個新荷蘭殖民地。從此，今天稱為新澤西的這片土地成為英國的殖民地。
在英國內戰時期，海峽群島的澤西島一直對英國皇室保持忠誠并保護王室。在查理一世被斬首之後，查理二世於1649年登基成為英國國王。查理二世將新英格蘭與馬里蘭之間的北美洲殖民地分給約克公爵詹姆斯。而詹姆斯又將哈德遜河與德拉瓦河之間的領地授與他的兩位來自澤西島的一直對王室忠誠的朋友──喬治·卡特萊特爵士和約翰·柏克萊領主。
剛開始，大部分的開拓者都來自新英格蘭。他們主要居住在哈德遜河河域附近。1673年3月18日，柏克萊將他那一半的殖民地賣給了貴格會。此後，新澤西被分為兩個部分──東澤西與西澤西。這種分治的狀態持續了28年。直到1702年，這兩個殖民地被英國王室重新合併為一個皇室殖民地。

### 革命戰爭時期
新澤西是對英國的殖民統治興起美國革命的北美十三殖民地之一。1776年7月2日，新澤西殖民地議會通過了1776年新澤西州憲法。兩天後，北美十三個殖民地正式宣布獨立。美國獨立戰爭也正式開始。由于是許多重要戰役的發生地，新澤西州便有了“獨立戰爭的十字路口”的名稱。
1776年12月25日的翠登之役中，喬治·華盛頓的軍隊渡過德拉瓦河，成功偷襲沒有準備的英軍。一個星期後，獨立軍於1777年1月3日在第二次翠登之役迫使英軍停止前進。并在普林斯頓之役成功奇襲英軍。隨後，華盛頓將軍與英軍在孟莫斯之役對戰。但結果並不成功。
1783年夏天，大陸會議在新泽西学院（后改名为普林斯頓大學）的拿骚楼舉行第一次會議。此次會議自動地使普林斯頓成為美國的第一個首都。
新澤西是第三個批准美國憲法的州。1789年11月20日，新澤西以一馬當先之勢批准了權利法案。
1776年的新澤西州憲法授予擁有財產的“所有居民”投票權。其中包括女性以及黑人。不過已婚婦女因為不能擁有土地而不能投票。這種不清楚的定義導致了許多爭議。州議會於1807年通過了修正法案，正式解釋州憲法為全部的白人男性才有投票權。

### 19世紀時期
新澤西是北方州中最後一個廢止奴隸制度的州。1804年2月15日，州議會通過法案逐步廢止奴隸制度。雖然新澤西最終廢止了奴隸制度，但此前的州議會拒絕通過廢止奴隸制度的憲法修正案。在美國內戰時期，新澤西境內沒有發生任何戰役。總計有超過八萬名新澤西人參加了聯邦軍隊。
1844年，新澤西州議會通過了第二個州憲法。州參議員選區被改為以郡為界。隨後也重劃了許多郡之間的界線。默瑟縣也因此而誕生。1944年的憲法保持了這個改變。但是1961年美國最高法院的判決推翻了這個改變。
1844年的州憲法授予州長的權利比1776年憲法的大很多。不過1844年的憲法也設置了許多不對州長或民衆負責的部門。并規定州長只能擔任一任三年，而且不能重任。不過直到現在，新澤西州仍然是全美各州裡州長權利最大的一個州。
許多城市，像是派特森市，在工業革命時期開始蓬勃發展。在那之前，新澤西的主要經濟為農業。此後，新澤西成為工業重鎮，例如紡織業和紡紗業。湯瑪斯·愛迪生是工業革命中的一個重要人物。在這期間他取得了1,093個專利。在火車和蒸氣船被引進新澤西後，州內的交通有了很大改善。這也促進了新澤西作為紐約市和費城的腹地的功能的發揮。

### 20世紀時期
新澤西州在咆哮的二十年代期間變得繁榮昌盛。第一屆美利堅小姐選美大賽於1921年在大西洋城舉行、連接澤西市和曼哈頓的荷蘭隧道於1927年開始通車、第一個汽車戲院在1933年的肯頓展出。經過了繁華的1920年代後，新澤西州成為一個發展蓬勃的州份。但這榮景隨著1930年代經濟大蕭條的到來也畫下了一個暫時的句點。州政府甚至需要對在路邊行乞者發出執照以籌措已經寅吃卯糧的州府財庫。著名的德國齊柏林飛船興登堡號也在這個時候於萊克赫斯特起火燃燒而墜毀。
新澤西在二次世界大戰中擔任了裝備建造的重要角色，特別是海軍武器方面。許多的戰艦、驅逐艦及巡洋艦都是在新澤西的港口建造。在新澤西州境內也有許多在二次世界大戰中成立的軍事基地，例如說Camp Kilmer、迪克斯堡以及Camp Merritt。這些軍事基地的成立將新澤西州變為冷戰時期的軍事防衛重點。最特別的是新澤西州境內有高達十四個防空飛彈基地（勝利女神飛彈，Nike missile）。這些基地是為了防衛紐約市以及費城而設立的。
到了1960年代，種族之間的衝突在新澤西州內的城鎮產生巨大的影響。第一個衝突事件發生在1964年8月2日的澤西市。接連著在1967年發生更多衝突事件，例如1976年的紐華克及平原市。新澤西南部的肯頓也在1971年發生衝突事件。1960年在菲力荷自治市的衝突甚至被流行歌手布魯斯·斯布林斯頓寫進他的「My Hometown」歌詞中。

## 法律和政府
州長任期四年，可以連任，設參議院和眾議院。兩院目前均由民主黨控制。
現任州長是民主黨的菲爾·墨菲，他于2017年當選，2018年1月就任。
新泽西州分为13个选区。
整個新澤西州政府曾於2006年7月1日正式停止運作。因為新一年度的預算未能在法定截止日期前被通過。許多州政府的部門及服務隨之停止運作。只有少數維持民生必需的部門還會繼續運作。這次的州政府關閉事件在州長與州議會於7月6日早上達成協議之後終於告一段落。州政府及其各部門也逐漸恢復運作。
1867年，紐澤西州政府修訂法例禁止體罰學生。

## 地理

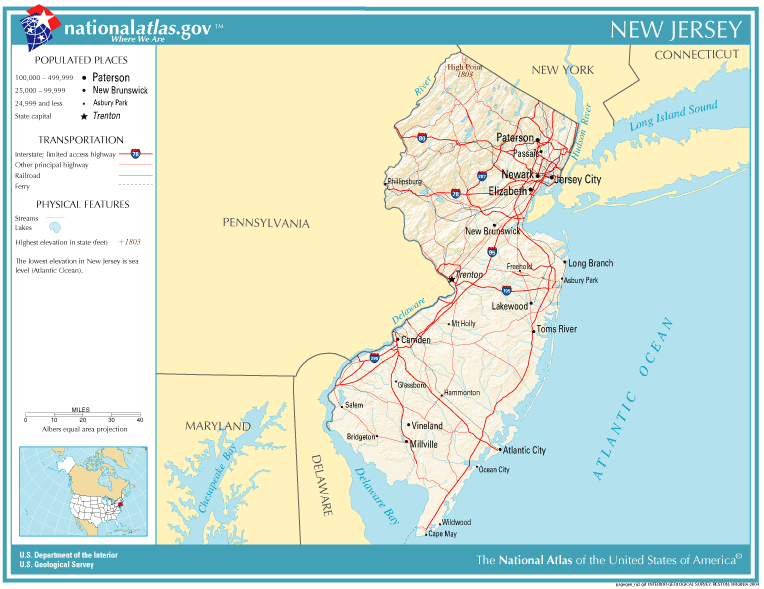
新澤西州地圖與其州內主要道路

新澤西在北邊與東北接壤紐約州，東面大西洋，南臨德拉瓦州，並西鄰賓夕法尼亞州。大部分的西邊州界與德拉瓦河道相同。新澤西部份地區是被劃分在幾個主要都會區之下，其中屬紐約都會區最大，其他還有費城以及德拉瓦河谷地區。新澤西位於波士頓-華盛頓城市帶這一超級都會區群的正中央，並被紐約市、費城、巴爾的摩、以及哥倫比亞特區等大都會區所圍繞。

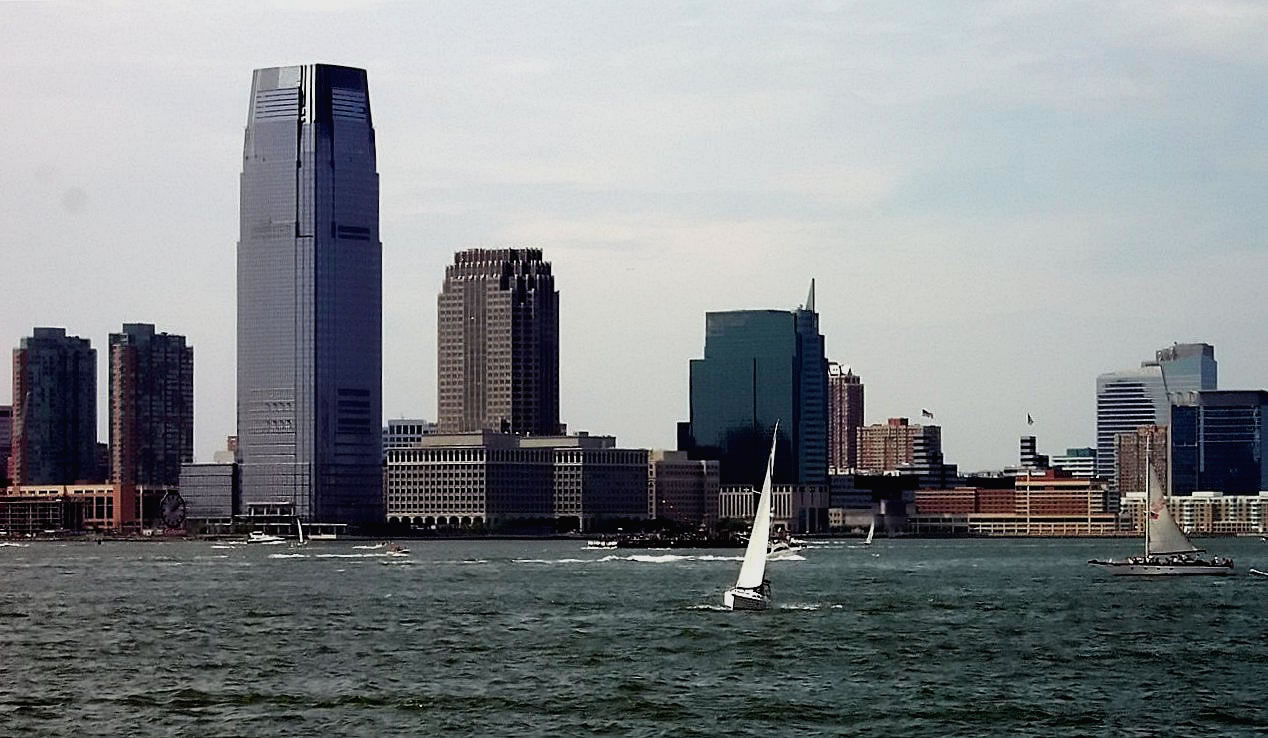
從史泰登島碼頭向澤西市眺望紐約港

新泽西州一般被寬泛地分为北澤西、中澤西、以及南澤西三個地理區域。北澤西和纽约市关系緊密，大部分區域是屬於紐約都會區，並有許多居民每日通勤至纽约城里工作。中澤西大多是郊區。南澤西则大致上受费城影响，大部分被包含在德拉瓦河谷內。儘管大致上有这样的分法，但是因為從未明定其界，所以其區域之边界並不清楚。有些人甚至認為中澤西並不存在。但是大部分人還是覺得中澤西是一個有其獨特的地理與文化的地區。
此外，新澤西州商業及經濟成長暨旅遊發展局（New Jersey Commerce, Economic Growth & Tourism Commission （页面存档备份，存于））將全州分劃為六個有著不同特色的區域，以便發展州內的旅遊業。這六個區域為：
- 門戶地區，其中包含哈德遜郡、艾塞克斯郡、友聯郡、密德薩克斯郡、博根郡、以及百塞克郡。
- 高地地區（英语：Skylands Region），其中包含蘇塞克斯郡、摩里斯郡、沃倫郡、亨特敦郡、以及桑莫塞郡。
- 海岸地區（英语：Shore Region），其中包含蒙茅斯郡以及海洋郡。
- 德拉瓦河地區（英语：Delaware River Region），其中包含默瑟郡、伯靈頓郡、康登郡、格洛斯特郡、以及塞勒姆郡。
- 環大西洋城地區，其中包含大西洋郡。
- 南方海岸地區（英语：Southern Shore Region），其中包含坎伯蘭郡以及五月岬郡。

高點峰位於蘇塞克斯郡中的蒙塔哥鎮，是新澤西州的最高點。其海拔為550（1803英尺）。

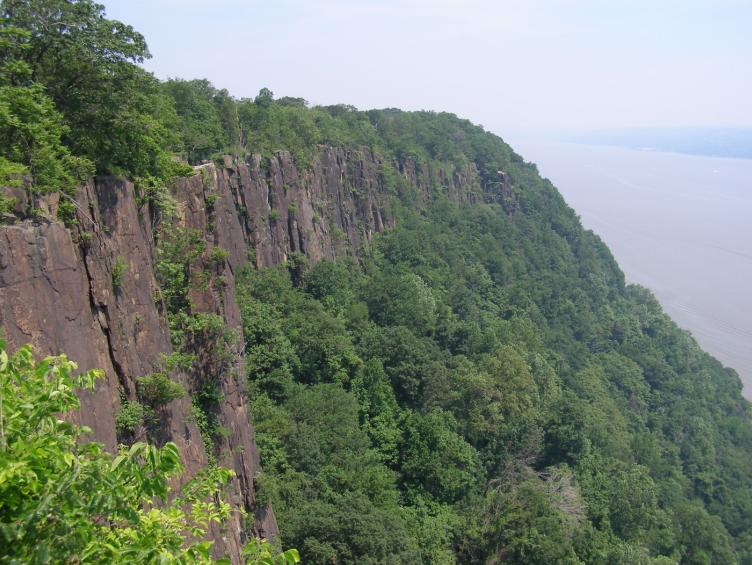
位於哈德遜河河畔的新澤西斷崖

有許多的河流流經新澤西州。主要河流包括Manasquan、Maurice、Mullica、帕塞伊克河、Rahway、Rancocas、拉里坦河、Musconetcong、以及德拉瓦河。在哈德遜河西岸可以看到因為岩漿入侵而形成的新澤西斷崖地形。
Sandy Hook是新澤西州沿岸的一個非常著名的海灘。它是一個沿海半島的延伸。
著名的風景區域有：
- Delaware Water Gap（英语：Delaware Water Gap）
- New Jersey Meadowlands（英语：New Jersey Meadowlands）
- 松林泥炭地
- South Mountain（英语：South Mountain Reservation）

## 行政区划
美國新澤西州一共有21個郡，而這21個郡一共擁有565個基層政權，其中250個為行政區、52個為城市、15個為鎮、244個為鄉、以及4個為村

## 经济
根据美国联邦经济分析局的统计数据，2010年，新泽西州的GDP为4970亿美元，超过俄亥俄州，在全美各州中列第7位；人均GDP为56,477美元，降至第8位（之前多年该州人均GDP一直为全国各州三强之列）。
农林业产品主要包括树苗、马、蔬菜、水果、干果、海鲜和奶产品。产量最高的是蔓越桔和茄子。工业产品主要包括药材、化工品、加工食品、电器、印刷和旅游业。虽然化工并非新泽西州的主要产業，但在主要的高速公路附近有很多化工厂。因为这些化工厂污染性很高，有人觉得这与“花园州”的名字实在是不相配。

## 文化

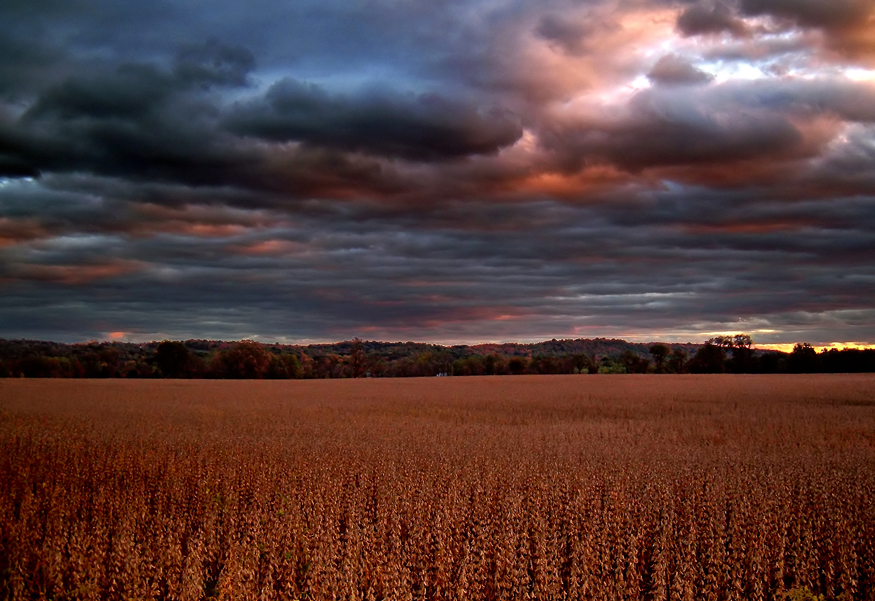
新泽西大麥田

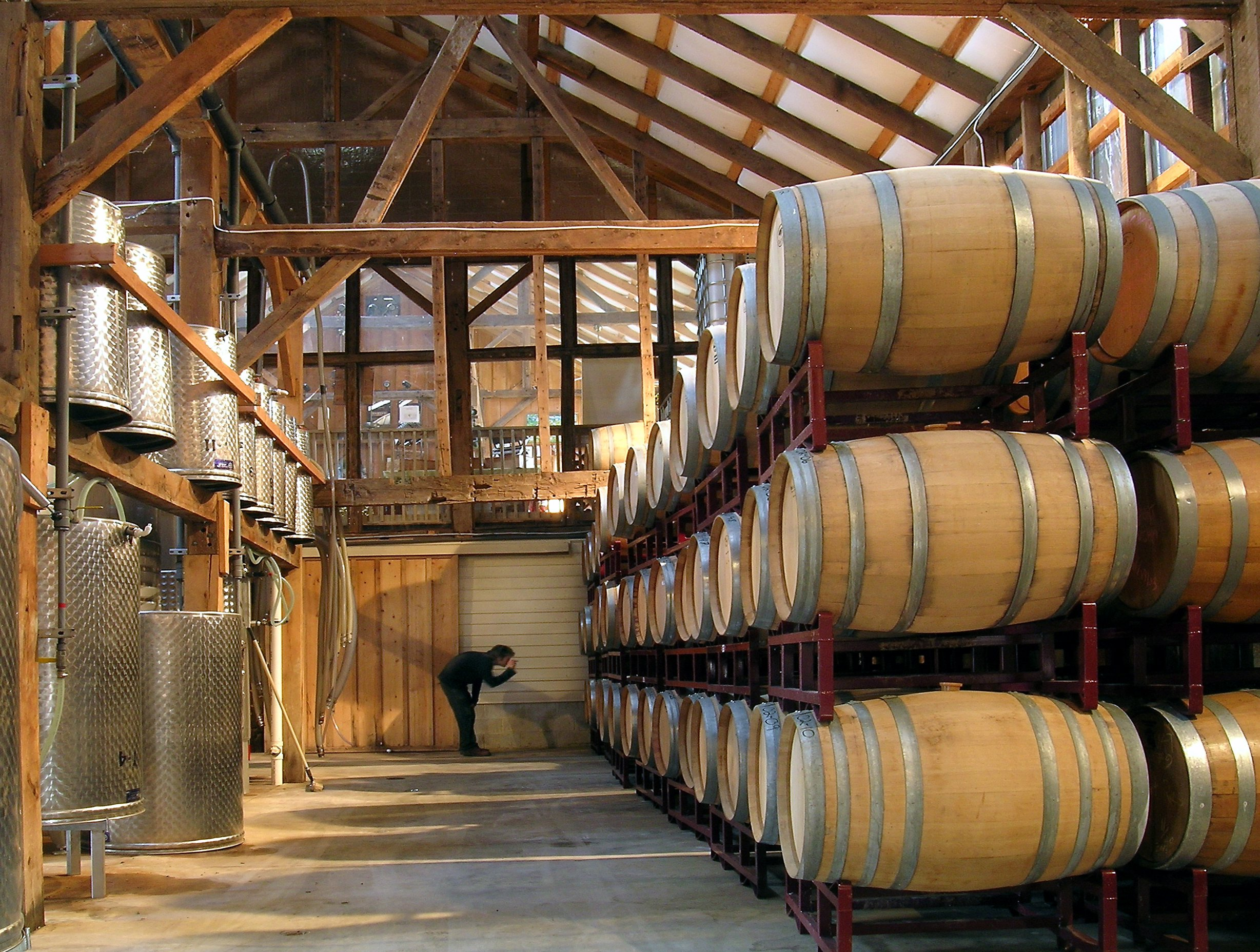
Unionville大酒廠

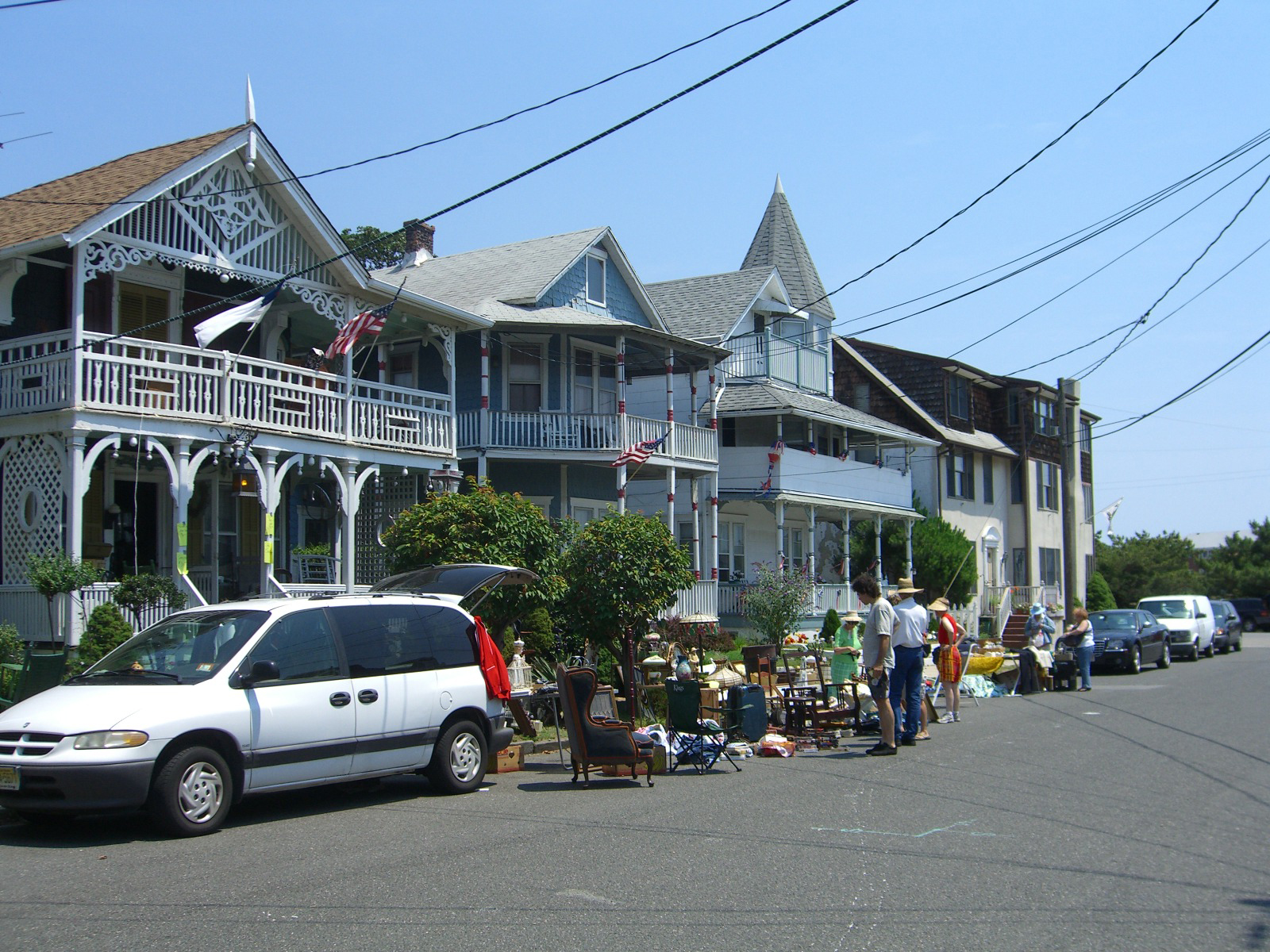
Ocean Grove的維多利亞式建築街

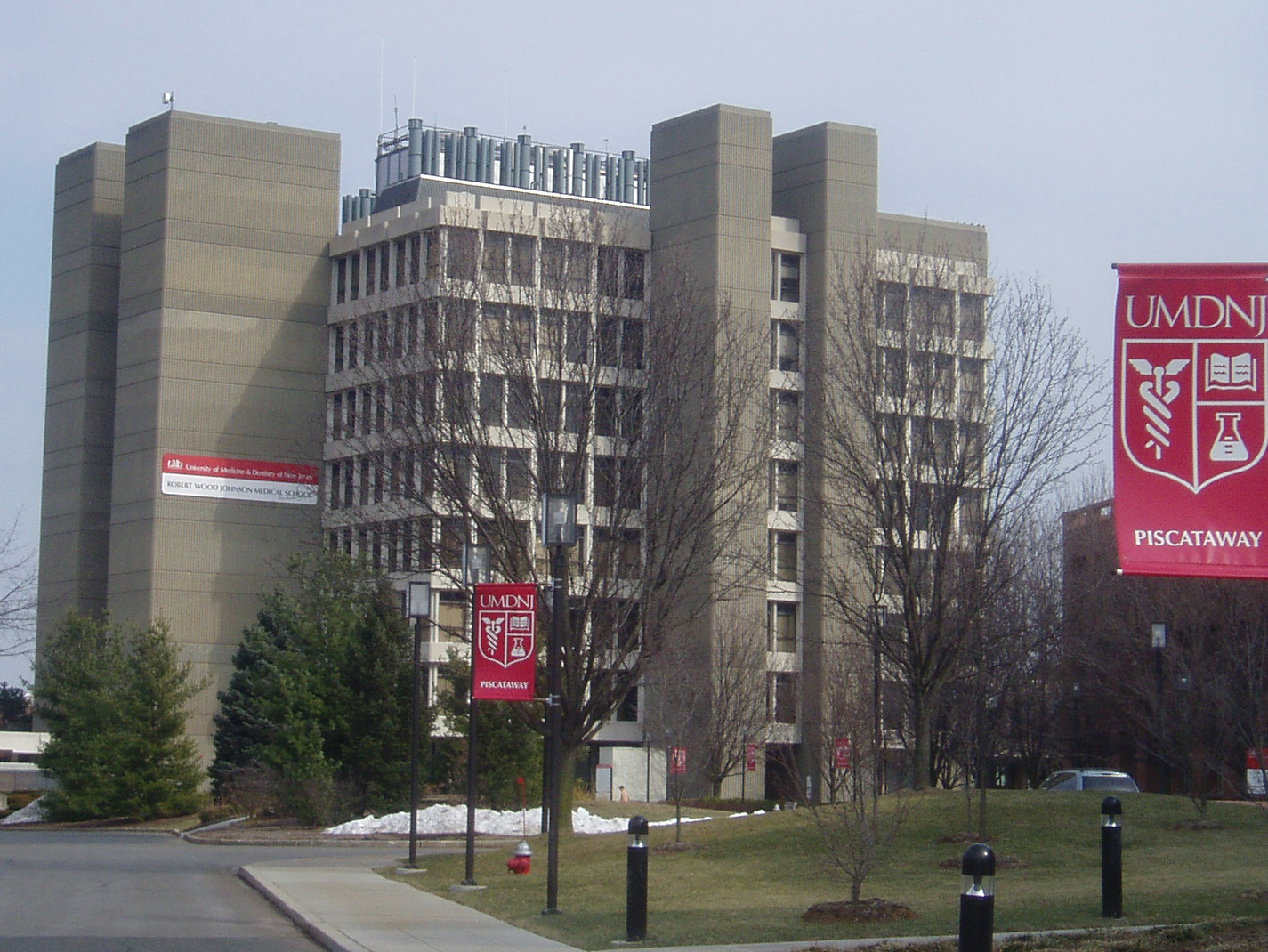
Robert Wood Johnson醫學院

最近几年，比较多黑道电影和电视剧关于新泽西或者在新泽西发生：
- "The Sopranos"（黑道家族）
- "Boardwalk Empire" (大西洋帝国)
- "Aqua Teen Hunger Force"
- 导演Kevin Smith的电影：
  - "Clerks", "Clerks 2"
  - "Chasing Amy"
  - "Dogma"

許多音乐者，歌手，乐队来自新泽西：Bruce Springsteen, Bon Jovi, Whitney Houston，My Chemical Romance等

## 交通

### 重要機場
- 纽瓦克自由国际机场（EWR）是美国最繁忙的机场之一，由纽约与新泽西港口事务管理局管理。也是紐約都會區三大機場之一，為美國聯合航空的轉運中心。聯邦快遞亦將此機場作為貨運中心。附属的纽瓦克机场站通过美铁和新泽西交通连接东北走廊铁路线。

### 重要高速公路
在新澤西州，聯邦投資的州際高速公路並非最重要的高速公路。最常用的是這二條：新澤西收費高速公路（简称Turnpike）和花園州收費高速公路（Garden State Parkway，简称Parkway）。新澤西收費高速公路被州際公路系統納入，成為95號州際公路。來自外州只是單純途經新澤西者通常用新澤西收費高速公路穿过新澤西州。而往返北澤西以及新澤西海岸的州内居民則較常使用花園州收費高速公路。这两条主要高速公路都是收費的，与大部分州的免费主要公路不同。
新泽西州在其臨州交界處有許多桥梁和隧道。因為其州界中四面有三面是被河流給包圍著。在聯接纽约市的通道接口處，进入新泽西的方向是免费的，但是离开的方向有使用费。在新泽西开车，身边需要備一些低面额紙幣和硬幣（零錢），否则在很多桥梁和路口需要排长队。從1990年代開始，新澤西與紐約州所合作的電子收費系統（E-ZPass）讓許多駕駛人終於可以享有不用掏零錢併在收費站前排長隊的便利。
新澤西公共運輸公司（NJ Transit）管理州內的长途和市內的公共汽车和火车。东北走廊是美国最繁忙的一条铁路路线。
轻轨：特伦顿轻轨R1线通往卡尔士达特市，将于2013年开通；建设中的特伦顿轻轨R2、R3、R4线将于2015-2017年开通。

## 重要的城市和城镇
按照人口排列，新泽西州有以下重要城市：

也有：
- Morristown 莫里斯城 - 18,544
- 普林斯顿 - 14,203
- Cape May 五月岬 - 4,034

### 都会区
| 排名 | 都会区名稱                          | 人口      |
| ---- | ----------------------------------- | --------- |
| 1    | 新不伦瑞克-莱克伍德 MD              | 2,383,854 |
| 2    | 纽瓦克 MD (州内部分)                | 2,117,575 |
| 3    | 纽约-泽西城-白原 MD (州内部分)      | 2,116,063 |
| 4    | 康登 MD                             | 1,243,870 |
| 5    | 特伦顿-普林斯顿 MSA                 | 369,811   |
| 6    | 大西洋城-哈蒙顿 MSA                 | 265,429   |
| 7    | 瓦恩兰-布里奇顿 MSA                 | 150,972   |
| 8    | 阿伦敦-伯利恒-伊斯顿 MSA (州内部分) | 105,779   |
| 9    | 大洋城 MSA                          | 92,560    |
| 10   | 威尔明顿 MD (州内部分)              | 62,607    |

### 镇区
新泽西州的“镇区”（英語：township）是“行政镇区”（英語：civil township）归类为“小行政单位”（英語：minor civil division）。新泽西州全部地方都是“镇区”管辖除了非镇区级自治体。“镇区”和“自治体”（英語：municipality）是一致没有重叠。新泽西州的“镇区”和“镇”（英語：town）是不属于同一类别。

## 教育
虽然有些城市中心的学校有治安问题，考试成绩也较低，但新泽西州的公立学校系统是美国最好的州之一。54%的高中毕业生会进入大学或大专院校，和麻薩諸塞州并列第二。见2002年排行。新泽西州有19个两年制的大专院校，分校位于21个区。
詳見紐澤西州學院和大學列表

## 职业运动队

### 美式足球
- NFL
  - 紐約巨人
  - 紐約噴汽機
- NCAA
  - 罗格斯红骑士

### 棒球
- 小聯盟
  - 特倫頓轟雷（Trenton Thunder，2A級東方聯盟，母隊：紐約洋基）
  - 湖林市藍螯蝦（Lakewood Blueclaws，1A級南大西洋聯盟，母隊：費城費城人）
  - 紐澤西紅雀（New Jersey Cardinals，短期1A級紐約賓夕法尼亞聯盟，母隊：聖路易紅雀）
- 大西洋聯盟
  - 大西洋城浮潛（Atlantic City Surf）
  - 坎登河鯊（Camdon Riversharks）
  - 紐華克熊（Newark Bears）
  - 桑默瑟愛國者（Somerset Patriots）

### 籃球
- NBA
  - 紐澤西籃網(此球隊已於2012年遷至紐約州布魯克林並改名為布魯克林籃網)
- NCAA
  - Princeton University
  - Rutgers
  - 薛顿贺尔大学

### 冰球
- NHL
  - 新澤西魔鬼

## 其它
- 州鸟：美國黃金雀
- 州动物：马
- 州花：非洲紫罗兰
- 州树：红色橡木

### 名人
- 惠妮·休斯頓
- 伍德羅·威爾遜，第28任美國總統（1913-1921）
- 电影女演员梅丽·史翠普
- 电影男演员迈克·道格拉斯
- 电影女演员克斯汀·邓斯特
- 电影女演员女歌手阿什丽·提斯代尔
- 艾伯特·爱因斯坦
- Lauren Hill
- 瓊·邦喬飛
- 瑞奇·山伯拉
- 拉蒂法女皇
- 布鲁斯·斯普林斯廷
- 乔恩·斯图尔特
- 威廉·卡洛斯·威廉斯
- Gerard Way（My chemical romance）
- Mikey Way（My chemical romance）
- Frank Iero（My chemical romance）
- 克里斯蒂娜·圭密
- 李•范•克里夫

### 傳說生物
- 神秘生物澤西惡魔

出沒於新澤西州南方的Pine Barrens，傳說中為兩足有蹄類飛行生物，身長1至1.8公尺、全身覆蓋黑毛、頭部似馬、以及深紅色的眼睛、蝙蝠般的翅膀。

## 俱樂部
- Atlantic City
  - Taj Mahal
  - Tropicana